# Бастілья
Бастілья (італ. Bastiglia) — муніципалітет в Італії, у регіоні Емілія-Романья,  провінція Модена.
Бастілья розташована на відстані близько 340 км на північ від Рима, 38 км на північний захід від Болоньї, 12 км на північний схід від Модени.
Населення — 4207 осіб (2014).
Щорічний фестиваль відбувається 15 серпня. Покровителька — Богородиця Небовзята.

## Демографія
Населення за роками:

Станом на 1 січня 2023 року в муніципалітеті офіційно проживали 563 іноземці з 38 країн, серед них 132 громадяни країн Євросоюзу та 23 громадяни України.

## Сусідні муніципалітети
- Бомпорто
- Модена
- Сольєра